# Conte di Sandwich
Conte di Sandwich è un titolo ereditario della nobiltà britannica nella Parìa inglese (Pari d'Inghilterra). Il titolo fu creato nel 1660 per l'ammiraglio Edward Montagu, già oppositore di Carlo I Stuart e membro del Commonwealth of England poi passato al servizio di Carlo II Stuart. Montagu ricevette anche i titoli di barone Montagu e di visconte Hinchingbrooke, quest'ultimo utilizzato come titolo di cortesia per l'erede del conte di Sandwich in carica. 
Il più noto dei conti è probabilmente John Montagu, IV conte di Sandwich, politico ed ammiraglio che diede vita al comune panino diffuso ancora oggi che dal suo titolo prese il nome.

## Conti di Sandwich (1660)
| Immagine | Nome                                               | Note | Stemma                       |
| -------- | -------------------------------------------------- | --- | ---------------------------- |
|          | Edward Montagu, I conte di Sandwich (1625-1672)    | Ammiraglio, morì durante una battaglia navale.                                                                                         | Stemma dei conti di Sandwich |
|          | Edward Montagu, II conte di Sandwich (1644-1689)   | Figlio del primo conte, fu uomo politico.                                                                                              | Stemma dei conti di Sandwich |
|          | Edward Montagu, III conte di Sandwich (1670-1729)  | Figlio del secondo conte. | Stemma dei conti di Sandwich |
|          | John Montagu, IV conte di Sandwich (1718-1792)     | Nipote del terzo conte, fu uomo politico e ammiraglio.                                                                                 | Stemma dei conti di Sandwich |
|          | John Montagu, V conte di Sandwich (1744-1814)      | Figlio del quarto Conte , fu uomo politico.                                                                                            | Stemma dei conti di Sandwich |
|          | George Montagu, VI conte di Sandwich (1773-1818)   | Figlio del quinto Conte, fu uomo politico.                                                                                             | Stemma dei conti di Sandwich |
|          | John Montagu, VII conte di Sandwich (1811-1884)    | Figlio del sesto conte, fu uomo politico appartenente al partito conservatore.                                                         | Stemma dei conti di Sandwich |
|          | Edward Montagu, VIII conte di Sandwich (1839-1916) | Figlio del settimo Conte , fu uomo politico.                                                                                           | Stemma dei conti di Sandwich |
|          | George Montagu, IX conte di Sandwich (1874-1962)   | Nipote del settimo conte e figlio del Contrammiraglio Victor Alexander Montagu, fu uomo politico appartenente al partito conservatore. | Stemma dei conti di Sandwich |
|          | Victor Montagu, X conte di Sandwich (1906-1995)    | Figlio del nono conte, fu uomo politico appartenente al partito conservatore.                                                          | Stemma dei conti di Sandwich |
|          | John Montagu, XI conte di Sandwich (1943-2025)     | Figlio del decimo conte, fu un imprenditore.                                                                                           | Stemma dei conti di Sandwich |